# 2013年9月中國大陸

## 9月30日
- 新華網報道：“天津老汉在英国做清洁工13年 退休后月领14000元”。“老人现在闲不住，每天做煎饼果子，全伦敦地给人送货。因为几乎没有交通、停车等成本，所以他把价钱定得很低，生意相当不错。他说，在这里摆摊做小本生意日子还是比较好过的---以前在唐人街摆摊卖糖葫芦，一天也能挣100多镑，而且警察基本不管。直到有一次，他一边表演一边卖，影响到交通后，警察才出来制止他。英国设有专门的摆摊和乞讨区，允许人们卖东西卖艺，极少有中国城管赶人的现象。”人民網
- 南海网報道：“海南青年称审讯被打致睾丸坏死 派出所否认打人”。人民網“9月30日，临高县公安局做出回应，查明西门派出所协勤人员陈某协助办案民警看护王义时，在厕所内打踢了王义脸部及下身。目前，临高县公安局已对陈某涉嫌故意伤人事件进行立案调查。”南海網
- 楚天都市报報道：“武汉跨省地下贩肾案:主刀医生来自三甲医院众人不识”。“昨悉，该案日前已移送检察机关，江夏区检察院以组织出卖人体器官罪，对落网的12名团伙成员实行批捕。这12名犯罪嫌疑人，包括该地下肾脏移植手术室的组建人邓某、主刀医生陈某及其医师团队、司机朱某等人。”人民網

## 9月29日
- 新京报讯 今日上午10时左右，夏俊峰妻子张晶前往沈阳市第一看守所领取夏俊峰遗物。张晶接过遗物时发现，25日与家属见最后一面时夏俊峰所穿的衣服还在包裹中。张晶自言自语道“他走的时候穿的什么走的呢？”，随后她抱着遗物痛哭。中國青年網（页面存档备份，存于）

## 9月27日
- 半岛都市报報道：“王书金上诉被驳回聂母高喊刀下留人”。2005年1月18日，河南省荥阳警方在当地抓获逃犯王书金。其坦白曾在河北省广平、石家庄等地强奸多名妇女并杀害其中 4人，其中一起细节、地点等，与聂树斌奸杀康某案高度一致。至此，聂树斌案也被认为‘一案两凶’。和訊

## 9月24日
- 大公网報道，“薄熙来23日向山东省高级人民法院提出上诉”。“从近年来一些省部级腐败官员的上诉经歷来看，尚未有二审改判的先例。”大公網（页面存档备份，存于）
- 新京报報道：“甘肃张家川否认县长经济审计与初中生被拘有关”。“23日凌晨1点多，16岁的杨某从看守所获释，与家人团聚。此前，他因在微博发布'虚假信息'被刑拘，后又被改为行政拘留。事件发生后，杨某所在的甘肃省天水市张家川县，也受到外界高度关注。一些网友上传了张家川县行政中心广场的豪华办公楼的照片。还有消息称，甘肃省已对张家川县委书记及县长进行经济责任审计。”中國警察網（页面存档备份，存于）
- 京华时报報道：“昨天23时34分，张家川县政府网站发布消息称，9月23日，张家川县委召开常委会议，根据市纪委建议，决定停止白勇强担任的县公安局党委书记、局长职务。 ”新華網（页面存档备份，存于）

## 9月23日
- 新京报報道：“评论：张家川公安局长行贿一事要说清”。“因'鼠标少年'案，甘肃张家川回族自治县成了舆论的焦点。日前，网友找到了一份甘肃省武威市中级法院公开的判决书，法院在该判决书中审理查明：1995年至2005年期间，现任张家川县公安局长白勇强以拜年等名义向自己的上司史居平，赠送现金共计人民币50000元。”人民網（页面存档备份，存于）
- 江苏网9月23日讯 “这几天，有市民反映说，在南京溧水区洪蓝镇西旺社区，将要大面积拆迁，却有一位柘塘镇派出所副所长，雇工人在自家别墅下方深挖200多平方米“地宫”，以扩大建筑面积，涉嫌套取更多拆迁补偿款。此事引起了溧水区洪蓝镇和区公安分局领导的高度重视，昨天，深挖“地宫”的行为被叫停，有关部门已介入调查。”新華網（页面存档备份，存于）

## 9月22日
- 新华网济南电“山东省济南市中级人民法院22日对中共中央政治局原委员、中共重庆市委原书记薄熙来受贿、贪污、滥用职权案作出一审判决，认定薄熙来犯受贿罪，判处无期徒刑，剥夺政治权利终身，并处没收个人全部财产；犯贪污罪，判处有期徒刑十五年，并处没收个人财产人民币一百万元；犯滥用职权罪，判处有期徒刑七年；数罪并罚，决定执行无期徒刑，剥夺政治权利终身，并处没收个人全部财产。”新华网（页面存档备份，存于）

## 9月21日
- 红网报道，“邓聿文:必须打真正的'大老虎'才能兑现承诺”。“随着国务院国资委主任蒋洁敏的落马，中共十八大之后的9个多月中，已有李春城、周镇宏、刘铁男、倪发科、郭永祥、王素毅、李达球、王永春等共9位省部级高官被查。在今年1月召开的中纪委二次全会上，中共中央总书记习近平提出要'老虎'、'苍蝇'一起打，以踏石留印、抓铁有痕的劲头抓腐败。虽然上述落马的省部级高官算不上人们期待中的'老虎'，但从此轮反腐的密度和速度来看，再加上前不久被公审和判决的薄熙来和刘志军，特别是最近被曝出的中石油腐败窝案，还是足以显示中共高层对于反腐的高度共识以及'有腐必反'的决心。”新华网
- 京华时报报道：“客户起诉山东临沂临商银行遭'反诉'获刑12年”。“被认定伪造金融票证罪 在临沂市中院二审庭上称遭逼供。'起诉银行是一种犯罪行为。'在警方讯问笔录中，梁秀芬深刻'反省'。”“梁秀芬案，一旦判她无罪，不排除其他债主效仿起诉，临商银行可能面临高额偿付压力。”人民网（页面存档备份，存于）
- 北京青年报报道：“17日下午，甘肃省张家川回族自治县初三学生杨某被警方以涉嫌寻衅滋事罪刑拘，杨某曾发微博质疑该县一名男子非正常死亡案件有内情。昨天下午，杨父委托的辩护人王誓华律师告诉北京青年报记者，他在了解案情后，打算为16岁的杨某作无罪辩护。”人民网

## 9月20日
- 京华时报报道：“兰州三轮车夫因与嫌犯长相相像被错关3年获赔20万”。“兰州市三轮车夫陈田录2009年9月因涉嫌侵占罪被批捕，经过两次上诉，今年2月，兰州市城关区检方认为陈田录涉嫌盗窃证据不足，决定对陈田录不起诉。兰州市城关区人民法院透露，因共被错误羁押1081天，日前陈田录获得20.7万余元的国家赔偿。”人民网（页面存档备份，存于）

## 9月18日
- 央视报道:“河北'吃龙虾骂百姓'镇书记被免 曾被评为廉政标兵”。“梁文勇：对于老百姓，我可以给你一个解释，现在的老百姓就是，手里端着米饭，嘴吃着猪肉，最后还得骂你娘，老百姓就是这副德行，不能给脸，给脸不要脸。”“经过记者核实，该段视频是在9月13日晚被人发布到网络上的。9月15日，各大网站开始转载，一时间，这位大吃大喝又大骂百姓的官员名声大造。9月14日，兴隆县有关部门开始介入调查。9月16日，他公布了该事件初步调查结果。初步查明，视频画面拍摄于2013年5月20日，拍摄地点在唐山遵化市北关全聚德烤鸭店，饭局由兴隆县国税局半壁山分局局长张钛铭私人宴请梁文勇等人。而16日当天，兴隆县委宣传部也发出通报，免去梁文勇孤山子镇党委书记、综治委主任职务。今天承德市委宣传部再发出通报，给予组织宴请的兴隆县国税局半壁山分局局长张钛铭行政撤职处分。”新华网（页面存档备份，存于）

## 9月16日
- 新京报报道：“据报道，因去娱乐会所找歌厅小姐陪唱并由私营企业主买单，山西省检察院副检察长文晓平等6名领导干部被山西省纪委给予处分。知情人士透露，文晓平等6名干部聚会，是想为儿子谋职。”“值得注意的是，被处分的另外5人中，晋源区检察院检察长常向东在列。他曾于2007年在《检察日报》上编发‘廉政短信’：居要职，常自省，时时防微杜渐；铸钢骨，不忘本，处处为民操心。该短信对仗工整，言辞恳切，编得水平不错，可常向东却也参与了‘奢靡娱乐’。”新华网（页面存档备份，存于）

## 9月13日
- 京华时报报道：“湖南校园命案男教师被羁押五年后被判无罪”。“陈新平：为了这一天，我们家付出巨大的代价。我父亲喝农药自杀，在长沙跳楼，身体完全搞坏了。我父母、姐姐、兄嫂为了我去上访，全部进过看守所。一到过年，别人家是放鞭炮，我们家是挤在一起哭。”人民网（页面存档备份，存于）

## 9月11日
- 央视新闻："‘蚌埠两警察目睹少女被杀’续：当事警察被追责”。“近日，安徽蚌埠公安机关决定：免去宋某某马城派出所指导员职务，给予行政记过处分，调离公安机关；给予民警崔某某行政记过处分，调离公安机关。8月，安徽一名17岁超市女收银员被歹徒捅10多刀遇害。两位民警就在现场却不敢挺身而出。”(央视记者项先中)新华网（页面存档备份，存于）

## 9月10日
- 新浪财经报道：“传中石油子公司涉嫌国资流失 周姓自然人受益最大。”中国金融网

## 9月9日
- 南方网报道：“湖北恩施法院办公室主任离职 否认因官微言论”。“曾入选湖北十大政务微博个人的网友@倾城，辞去恩施州中级人民法院办公室主任职务的消息，这两天成了部分网友关注的焦点。@倾城本名刘国峰，作为恩施州中院官微管理者，多位网友怀疑，其辞职与该院官微9月5日早上发布美国著名大法官勒尼德·汉德的相关言论有关。”中国警察网（页面存档备份，存于）

## 9月7日
- 长沙晚报报道：“建立办案质量终身负责制”。“为落实中共中央政法委防止冤假错案的规定，最高人民检察院近日下发《关于切实履行检察职能防止和纠正冤假错案的若干意见》，对严格规范职务犯罪案件办案程序、严格把好审查逮捕和审查起诉关、坚决依法纠正刑事执法司法活动中的突出问题、完善防止和纠正冤假错案的工作机制等提出了明确要求。”人民网（页面存档备份，存于）

## 9月6日
- “法新社9月6日报道，原题：北京展览给东方带来大屠杀恐惧 焚烧炉、毒气罐……立刻让人想到西方的奥斯维辛集中营，但许多中国人对这场大屠杀并不了解。对他们而言，二战时期日本的暴行尤甚于此。中国首次展出的纳粹反人类罪行展览希望吸引更多关注，且取得了一些成功。不到两个月时间，超过7万人在北京参观了奥斯维辛集中营展览。”新华网（页面存档备份，存于）

## 9月5日
- 恩施州中院官微9月5日的早安帖，文字出自美国约翰·哈伦大法官，其中提到“宪法保护的表达自由权利，在这个人口众多、日趋多元的社会里，无疑是一剂良药……”发布时间是当天7时18分。微博截图显示，当日7时11分，恩施州中院的官微还发过一次早安帖，是一段上个世纪美国著名大法官勒尼德·汉德讨论言论的文字，其中提到“……正确结论来自多元化的声音，而不是权威的选择。对许多人来说，这一看法现在和将来都是无稽之谈，然而，我们却当作决定命运的赌注。”这段此前已在网上流传过的文字出现在恩施州中院官微后，不久即被删除。中国警察网（页面存档备份，存于）

## 9月1日
- 中国新闻网报道：“蒋洁敏被调查 十八大以来已9名省部级官员落马”。“9月1日，官方发布消息，国务院国资委主任、党委副书记蒋洁敏涉嫌严重违纪，目前正接受组织调查。”“在蒋洁敏之前，十八大之后的9个多月中，已经有李春城、周镇宏、刘铁男、倪发科、郭永祥、王素毅、李达球7位副部级高官落马。此外，中央编译局原局长衣俊卿年初因生活作风问题被免职。”“今年58岁的蒋洁敏，去年11月在中共十八大上被选为中共中央委员，如今，他成为十八大后首位被查的中央委员。此前，先后有原中共四川省委副书记李春城和中石油集团副总经理兼大庆油田总经理王永春两名中共中央候补委员因涉嫌严重违纪被调查。”人民网（页面存档备份，存于）